# فيتور كايتانو
فيتور كايتانو (بالبرتغالية: Vitor Caetano‏) هو لاعب كرة قدم برازيلي في مركز حراسة المرمى، ولد في 1 يوليو 1999 في سانتا كاتارينا في البرازيل. لعب مع نادي فاماليساو.

## وصلات خارجية
- فيتور كايتانو على موقع قاعدة بيانات كرة القدم.إي يو (الإنجليزية)
- فيتور كايتانو على موقع Soccerway.com (الإنجليزية)